# ラッキー☆ストライク!
『ラッキー☆ストライク!』は原作猪原賽、作画肋兵器による日本の漫画作品。『ケータイまんが王国』（廣済堂出版）にて連載された。

## 登場人物
総司
漫画家を目指す少年。

## 単行本
1. 2011年12月16日[1] ISBN 978-4-331-51509-9